# Landkreis Neuwied
Landkreis Neuwied is een Landkreis in de Duitse deelstaat Rijnland-Palts. De Landkreis telt 183.131 inwoners (31 december 2020) op een oppervlakte van 626,79 km². Kreisstadt is de gelijknamige stad.

## Steden en gemeentes

De volgende steden en gemeentes liggen in de Landkreis, * = zetel van de Verbandsgemeinde (inwoneraantal op 30 juni 2006):
Verbandsfreie gemeente/stad
1. Neuwied, grote stad (65.940)

| 1. Verbandsgemeinde Asbach                                               | 1. Verbandsgemeinde Asbach                                                      | 1. Verbandsgemeinde Asbach                                                | 1. Verbandsgemeinde Asbach                                                         |
| ------------------------------------------------------------------------ | ------------------------------------------------------------------------------- | ------------------------------------------------------------------------- | ---------------------------------------------------------------------------------- |
| - Asbach * (6.983)                                                       | - Buchholz (Westerwald) (4.672)                                                 | - Neustadt (Wied) (6.580)                                                 | - Windhagen (4.323)                                                                |
| 2. Verbandsgemeinde Bad Hönningen                                        |                                                                                 |                                                                           |                                                                                    |
| - Bad Hönningen, stad * (5.711)                                          | - Hammerstein (367)                                                             | - Leutesdorf (1.910)                                                      | - Rheinbrohl (3.959)                                                               |
| 3. Verbandsgemeinde Dierdorf                                             |                                                                                 |                                                                           |                                                                                    |
| - Dierdorf, stad * (5.927) - Großmaischeid (2.450)                       | - Isenburg (670) - Kleinmaischeid (1.331)                                       | - Marienhausen (476)                                                      | - Stebach (343)                                                                    |
| 4. Verbandsgemeinde Linz am Rhein                                        |                                                                                 |                                                                           |                                                                                    |
| - Dattenberg (1.594) - Kasbach-Ohlenberg (1.426)                         | - Leubsdorf (1.689) - Linz am Rhein, stad * (5.980)                             | - Ockenfels (1.124) - Sankt Katharinen (3.600)                            | - Vettelschoß (3.406)                                                              |
| 5. Verbandsgemeinde Puderbach                                            |                                                                                 |                                                                           |                                                                                    |
| - Dernbach (1.050) - Döttesfeld (677) - Dürrholz (1.296) - Hanroth (659) | - Harschbach (426) - Linkenbach (488) - Niederhofen (346) - Niederwambach (502) | - Oberdreis (905) - Puderbach * (2.269) - Ratzert (231) - Raubach (1.971) | - Rodenbach bei Puderbach (659) - Steimel (1.319) - Urbach (1.578) - Woldert (645) |
| 6. Verbandsgemeinde Rengsdorf                                            |                                                                                 |                                                                           |                                                                                    |
| - Anhausen (1.364) - Bonefeld (958) - Ehlscheid (1.281) - Hardert (825)  | - Hümmerich (763) - Kurtscheid (961) - Meinborn (505) - Melsbach (2.095)        | - Oberhonnefeld-Gierend (1.017) - Oberraden (668) - Rengsdorf * (2.646)   | - Rüscheid (777) - Straßenhaus (1.965) - Thalhausen (745)                          |
| '7. Verbandsgemeinde Unkel                                               |                                                                                 |                                                                           |                                                                                    |
| - Bruchhausen (950)                                                      | - Erpel (2.610)                                                                 | - Rheinbreitbach (4.584)                                                  | - Unkel, stad * (5.003)                                                            |
| 8. Verbandsgemeinde Waldbreitbach                                        |                                                                                 |                                                                           |                                                                                    |
| - Breitscheid (2.290) - Datzeroth (236)                                  | - Hausen (Wied) (1.981) - Niederbreitbach (1.544)                               | - Roßbach (1.510)                                                         | - Waldbreitbach * (1.924)                                                          |

Anhausen ·
Asbach ·
Bad Hönningen ·
Bonefeld ·
Breitscheid ·
Bruchhausen ·
Buchholz (Westerwald) ·
Dattenberg ·
Datzeroth ·
Dernbach ·
Dierdorf ·
Döttesfeld ·
Dürrholz ·
Ehlscheid ·
Erpel ·
Großmaischeid ·
Hammerstein ·
Hanroth ·
Hardert ·
Harschbach ·
Hausen (Wied) ·
Hümmerich ·
Isenburg ·
Kasbach-Ohlenberg ·
Kleinmaischeid ·
Kurtscheid ·
Leubsdorf ·
Leutesdorf ·
Linkenbach ·
Linz am Rhein ·
Marienhausen ·
Meinborn ·
Melsbach ·
Neustadt (Wied) ·
Neuwied ·
Niederbreitbach ·
Niederhofen ·
Niederwambach ·
Oberdreis ·
Oberhonnefeld-Gierend ·
Oberraden ·
Ockenfels ·
Puderbach ·
Ratzert ·
Raubach ·
Rengsdorf ·
Rheinbreitbach ·
Rheinbrohl ·
Rodenbach bei Puderbach ·
Roßbach ·
Rüscheid ·
Sankt Katharinen (Landkreis Neuwied) ·
Stebach ·
Steimel ·
Straßenhaus ·
Thalhausen ·
Unkel ·
Urbach ·
Vettelschoß ·
Waldbreitbach ·
Windhagen ·
Woldert